# Cohiniac
Cohiniac är en kommun i departementet Côtes-d'Armor i regionen Bretagne i nordvästra Frankrike. Kommunen ligger i kantonen Châtelaudren som tillhör arrondissementet Saint-Brieuc. År 2022 hade Cohiniac 397 invånare.

## Befolkningsutveckling
Antalet invånare i kommunen Cohiniac
Referens:INSEE